# Tânia Miranda
Tânia Miranda, född 5 mars 1958, är en friidrottare från Brasilien. Hon deltog vid olympiska sommarspelen 1988.